# 왕립 오만 경찰 경기장
왕립 오만 경찰 경기장(영어: Royal Oman Police Stadium, 아랍어: استاد شرطة عمان السلطانية)은 오만 무스카트에 있는 다목적 경기장이다.  현재 주로 축구 경기에 사용되고 있는데 술탄 카부스종합운동장과 함께 오만 축구 국가대표팀 경기장 사용되고 있고, 오만 클럽의 홈 경기장이다.